# Eucereon ruficollis
Eucereon ruficollis là một loài bướm đêm thuộc phân họ Arctiinae, họ Erebidae.